# Cimpaba
Un cimpaba (anche tshimphaaba o chimpaba ) è un coltello dei Woyo della Repubblica Democratica del Congo.
È soprattutto uno dei simboli dei dignitari Woyo. Fa parte delle insegne del potere del Mangoyo (il re). La forma della lama è molto particolare e non può essere confusa con quella di alcun altro tipo di coltello africano. Il manico è spesso realizzato con materiali nobili come l'avorio. Viene utilizzato anche tra i gruppi etnici Kacongo e Vili, nella regione di Muanda, lungo il corso inferiore del Congo.